# Carpophilus sexpustulatus
Carpophilus sexpustulatus é uma espécie de insetos coleópteros polífagos pertencente à família Nitidulidae.
A autoridade científica da espécie é Fabricius, tendo sido descrita no ano de 1791.
Trata-se de uma espécie presente no território português.